# Mene tekel
Mané, Thécel, Pharès ou, selon la formulation complète, mene, mene, teqel, upharsin (en hébreu : מנא מנא תקל ופרסין), est une expression dont les lettres apparaissent sur un mur dans le chapitre 5 du Livre de Daniel, lors du festin de Balthazar. Cette inscription d'origine surnaturelle prédit la chute de Babylone.

## Dans le Livre de Daniel

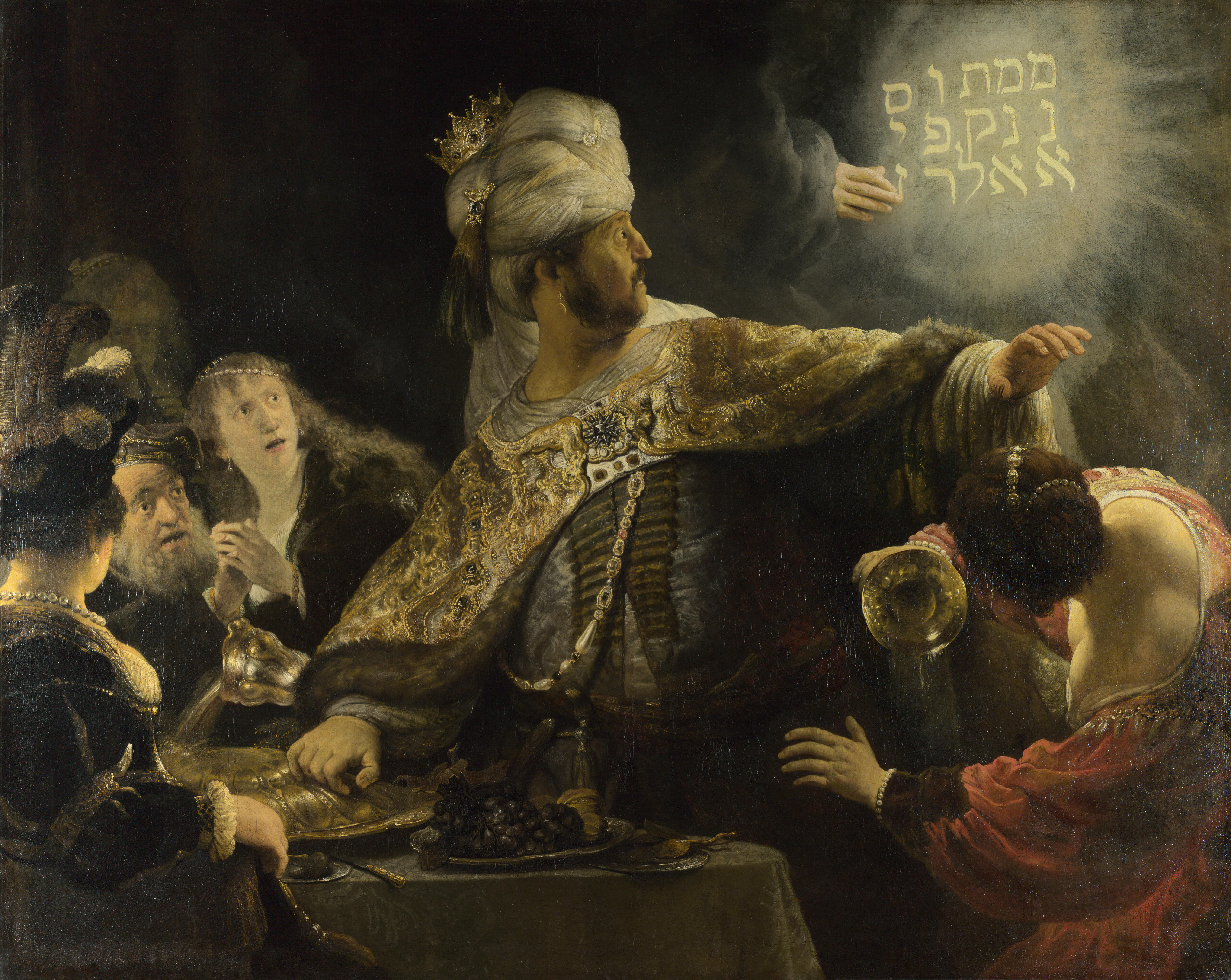
Cette peinture de Rembrandt, Le Festin de Balthazar (1635), insiste sur la frayeur du roi. Rembrandt retranscrit les caractères hébreux sous forme de colonnes verticales alors que cette langue s'écrit de droite à gauche. National Gallery, Londres.

Dans le Livre de Daniel, le roi Balthazar (ou Belshazzar) de Babylone durant un banquet arrosé, ordonne que l'on apporte les coupes d'or rapportées du Temple de Salomon à Jérusalem par son prédécesseur Nabuchodonosor II. Utilisant cette argenterie sacrée, le roi et sa cour se mirent à louer les dieux d'or, d'argent, de bronze, de fer, de bois et de pierre'. Immédiatement, apparurent les doigts d'une main d'homme, et ils écrivirent sur les murs du palais royal les mots מנא, מנא, תקל, ופרסין (Mene, Mene, Tekel u-Pharsin). Les versions françaises les traduisent par « Il a été compté: une mine, un sicle et deux demi-sicles » ou « Compté, compté, pesé, et divisé. ». La mine et le sicle sont en araméen le nom de devises : MENE, une mine, TEKEL, une graphie de shekel ou sicle, PERES, la moitié d'une mine.
Malgré de nombreuses demandes, aucun des conseillers ou magiciens du roi ne peut interpréter ce présage. Le roi envoya quérir Daniel, un juif exilé capturé par son père Nabuchodonosor et établi à l'époque comme « chef des mages, des magiciens, des astrologues et des devins ». Refusant toute récompense, Daniel prévient le roi de son blasphème et déchiffre le texte. Le sens déchiffré par Daniel est basé sur les verbes à la voix passive correspondant au nom des mesures.

« Voici mot à mot ce qui est écrit là : « MENE, MENE, TEKEL, et PARSIN ». »

Daniel donne cette interprétation : MENE signifie la fin de son règne, celui-ci s'achevant dans un jour ; TEKEL signifie qu'il a été pesé, et qu'il a été jugé ne faisant pas le poids ; PERES que son royaume sera divisé en deux - une partie revenant aux Mèdes et la seconde aux Perses.
PARSIN est en outre un jeu de mots sur « perse ».
La nuit même, le roi Balthazar est assassiné, et Darius le Mède devient roi.